# 宇多高明
宇多 高明（うだ たかあき、1949年3月 - ）は、日本の海洋工学者。東京工業大学大学院教授や、国土交通省国土技術政策総合研究所総合技術政策研究センター長を経て、土木研究センターなぎさ総合研究所所長。元日本地形学連合会長。

## 人物・経歴
東京生まれ。1973年東京工業大学（のちの東京科学大学）大学院土木工学専攻修士課程修了、建設省入省、土木研究所河川部海岸研究室研究員。1980年建設省土木研究所河川部海岸研究室主任研究員、科学技術庁長期在外研究員（スクリップス海洋研究所）。1983年工学博士、建設省土木研究所河川部海岸研究室長。1993年建設省土木研究所河川部河川研究室長。1996年建設省土木研究所河川部河川管理総括研究官。1997年建設省土木研究所河川部長。
1999年東京工業大学大学院理工学研究科教授併任。2001年国土交通省国土技術政策総合研究所研究総務官兼総合技術政策研究センター長。2002年土木研究センター審議役なぎさ総合研究室長。2007年日本地形学連合会長。2009年日本地形学連合副会長。のち、土木研究センター理事なぎさ総合研究所所長、日本大学理工学部海洋建築工学科客員教授。2019年瑞宝小綬章受章。日本の海洋工学の第一人者。

## 著書
- 『現場のための海岸Ｑ＆Ａ選集』全国海岸協会 1994年
- 『日本の海岸侵食』山海堂 1997年
- 『海岸侵食の実態と解決策』山海堂 2004年
- 『実務者のための養浜マニュアル』土木研究センター 2005年